# Si chiama Zorro/Il quaderno
Si chiama Zorro/Il quaderno è un singolo di Sandra Mondaini, con lo pseudonimo Sbirulino,  pubblicato nel 1981 dalla CGD.
In entrambi i brani è presente il coro dei Piccoli Akademia's di Nadia Ventura.

## I brani

### Si chiama Zorro
Si chiama Zorro è il brano presente sul lato A del disco. Ed è la sigla finale della trasmissione Stasera niente di nuovo. Il testo è scritto da Sandro Continenza e Raimondo Vianello, mentre la musica è composta da Renato Serio.

### Il quaderno
Il quaderno, presente sul lato B del disco, è il brano composto anch'esso da Renato Serio. Il testo è scritto da Silvio Testi e dagli stessi Vianello e Continenza.

## Tracce
Lato A
1. Si chiama Zorro (Sigla di Stasera niente di nuovo)

Lato B
1. Il quaderno